# Cigar box guitar
Una cigar box guitar (letteralmente "chitarra a scatola di sigari") è uno strumento musicale rudimentale, appartenente alla famiglia dei cordofoni.
Lo strumento veniva costruito con mezzi di fortuna, come scatole di sigari appunto, dai braccianti afroamericani negli stati meridionali degli USA.

## Storia e caratteristiche
Questi particolari oggetti si diffusero a partire dal 1800, quando i sigari iniziarono ad essere commercializzati nelle scatole piuttosto che nei barili. Esistono parecchie varianti dello strumento dipendenti per lo più dai mezzi che si riuscivano a reperire per la costruzione. Venivano costruiti modelli con e senza tasti, e da una a fino a un massimo di sei corde. La variante più diffusa è quella a 3 corde con tasti, la più rudimentale a una corda e senza tasti. Spesso quest'ultima era costituita da un legno di scopa come manico.
Fa parte degli strumenti che diede origine al delta blues e le tecniche più usate (soprattutto nella variante senza tasti) sono lo slap e lo slide (o bottleneck).
L'accordatura dello strumento segue solitamente le ultime corde della chitarra ma più spesso le accordature aperte più adatte alla tecnica bottleneck.

## Nell'epoca moderna

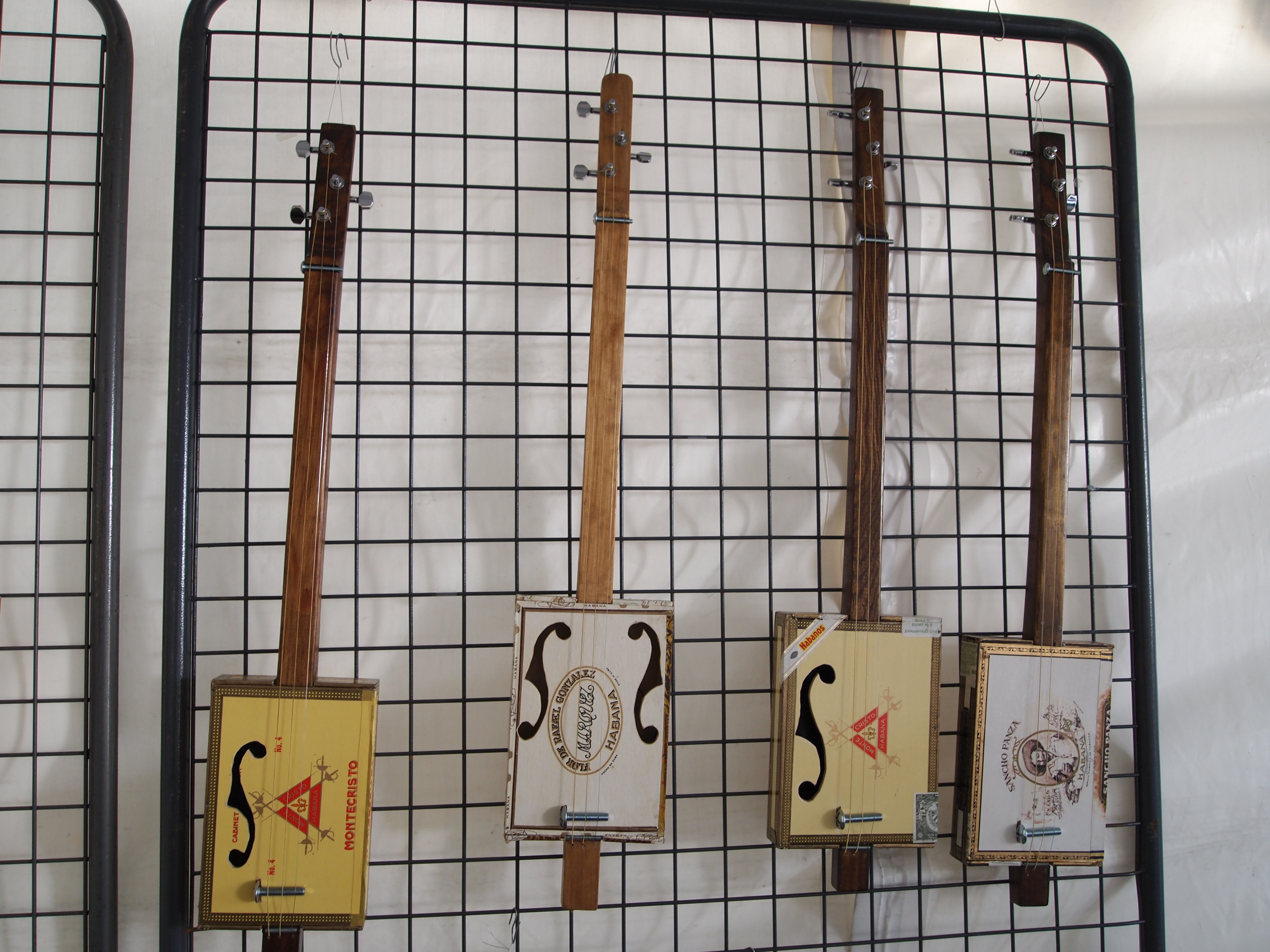
Delle classiche Cigar box guitars.

Data la sua facile costruzione, parecchi appassionati del genere blues, si improvvisano liutai dando origine a strumenti originali e personalizzati, creando delle community su internet dove si scambiano opinioni e foto dei modelli costruiti.
Date le dimensioni generalmente contenute delle scatole di sigari trasformate in casse di risonanza, spesso le cigar box guitar moderne vengono amplificate tramite microfoni piezoelettrici a contatto o utilizzando pickup di chitarre elettriche.